# Yuecun (socken i Kina, lat 34,93, long 113,04)
Yuecun (kinesiska: 岳村, 岳村乡) är en socken i Kina. Den ligger i provinsen Henan, i den centrala delen av landet, omkring 58 kilometer väster om provinshuvudstaden Zhengzhou.
Genomsnittlig årsnederbörd är 617 millimeter. Den regnigaste månaden är juli, med i genomsnitt 126 mm nederbörd, och den torraste är december, med 4 mm nederbörd.